# Walther Hempel

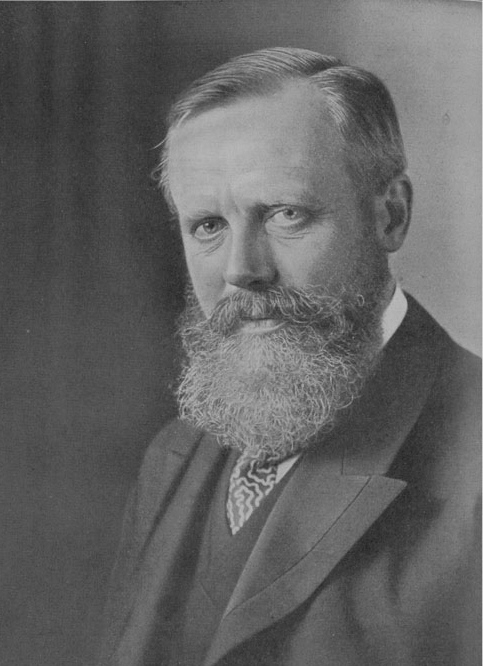
Walther Hempel

Walther Mathias Hempel (* 5. Mai 1851 in Pulsnitz; † 1. Dezember 1916 in Dresden, auch zitiert als: Walter Matthias Hempel) war ein deutscher Chemiker, bekannt durch seine Arbeiten zur Elektrolyse und technischen Gasanalyse.

## Leben

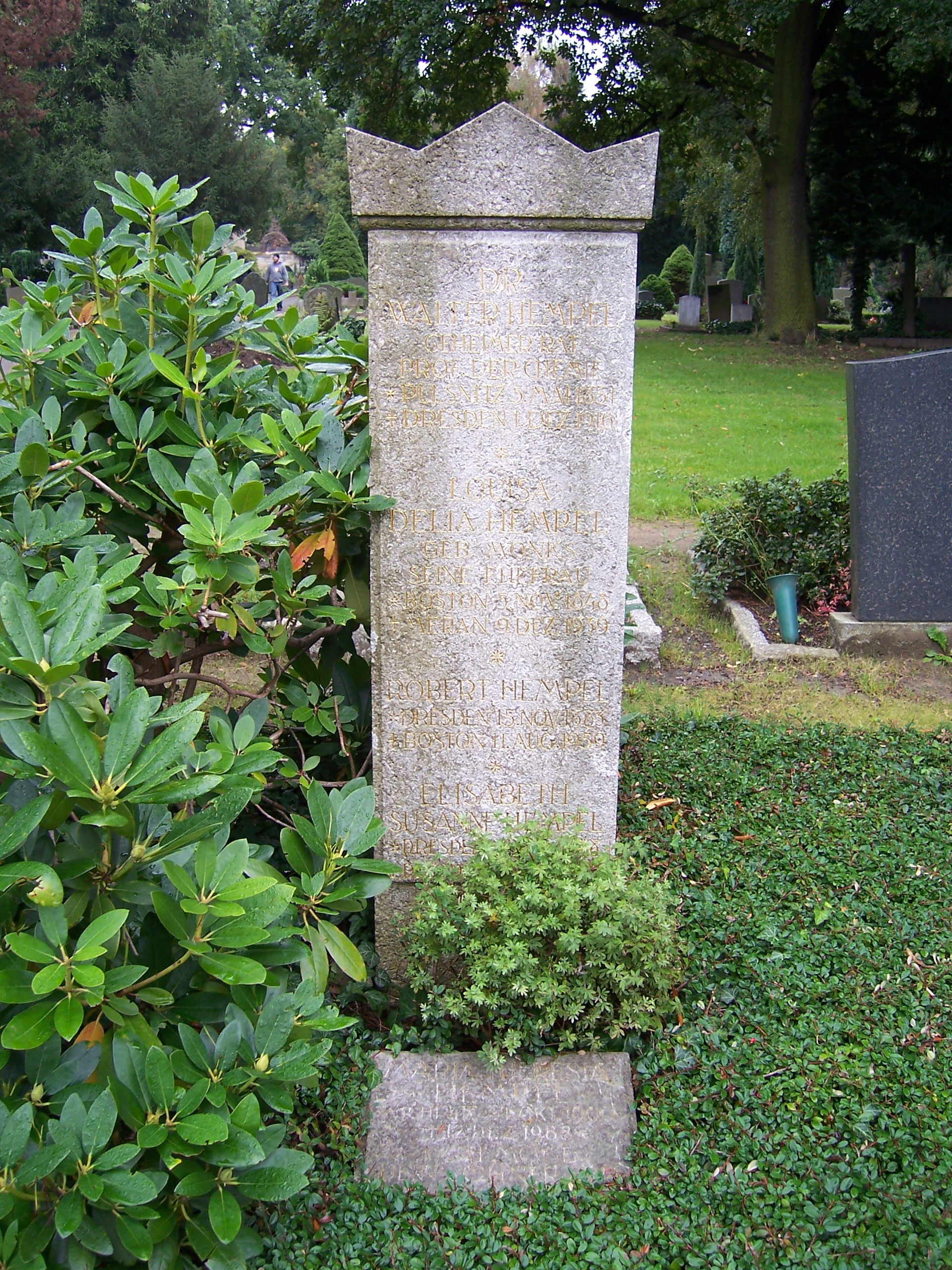
Grab von Walther Hempel auf dem Johannisfriedhof in Dresden

Walther Hempel wuchs in Dresden als Sohn des aus Pulsnitz stammenden Bandweberei-Besitzers Eduard Hempel und dessen Ehefrau Wilhelmine Marie geborene Jauch auf. Nach der Maturitätsprüfung mit 16 Jahren studierte er für drei Jahre Chemie am Königlich Sächsischen Polytechnikum in Dresden und meldete sich anschließend als Freiwilliger zum 12. Artillerieregiment im Deutsch-Französischen Krieg.
Von 1871 bis 1872 studierte er organische Chemie an der Berliner Friedrich-Wilhelms-Universität bei August Wilhelm von Hofmann und Adolf von Baeyer. 1872 ging er zu Robert Bunsen nach Heidelberg und legte dort seine Doktorprüfung im gleichen Jahr mit summa cum laude ab.
Nach einem Jahr kehrte er nach Dresden zurück und arbeitete zunächst als Assistent bei Hofrat Fleck in der chemischen Zentralstelle für öffentliche Gesundheitspflege zu Dresden. Ab 1876 bis zu seiner Habilitation 1878 war er Assistent von Rudolf Schmitt am chemischen Laboratorium des Dresdner Polytechnikums. Seine Habilitationsschrift Über technische Gasanalyse (1878; wurde 1880 als Neue Methoden zur Analyse der Gase gedruckt und stellt die Fortführung des Werkes Gasometrische Methoden von Robert Bunsen dar, bei einigen der Graphiken unter Benutzung von Bunsens Druckplatten.)
1879 wurde der junge Hempel mit nur 28 Jahren zur Vertretung des emeritierten Heinrich Wilhelm Stein (1811–1889) auf den Lehrstuhl für Technische Chemie am Königlich-Sächsischen Polytechnikum in Dresden berufen. Im Folgejahr folgte die Berufung zum ordentlichen Professor für Technische Chemie und zum Leiter des Laboratoriums für Anorganische und Analytische Chemie. Er hielt 1891–1893 und 1902–1903 das Amt des Rektors inne. Hempel wurde 1912 pensioniert, hielt aber bis 1914 noch Vorlesungen. Im Jahr 1888 wurde er zum Mitglied der Leopoldina gewählt. 1914 bis 1916 war er im Vorstand der Gesellschaft Deutscher Naturforscher und Ärzte. 1908 wurde er als ordentliches Mitglied in die Königlich Sächsische Gesellschaft der Wissenschaften zu Leipzig aufgenommen. Hempel verstarb 1916 in Dresden und wurde auf dem Johannisfriedhof beigesetzt.
Hempel war verheiratet mit Luisa Delia (1848–1910), geborene Monks, der Schwester des amerikanischen Chirurgen (und Erfinder des Halmaspiels) George Howard Monks. Eins der Kinder war der Dresdener Kunsthistoriker Eberhard Hempel.

## Leistungen
Hempel arbeitete an der Vereinfachung maßanalytischer Methoden, insbesondere der Gasanalyse, an der Entwicklung der experimentellen Autoklave, an vulkanischen Gasen; er synthetisierte Obsidian und Bims im Labor und führte erstmals die Anwendung eines Diaphragmas in der Chloralkali-Elektrolyse ein. Er gilt zudem als der geistige Vater der quantitativen Spektralanalyse in der Metallurgie. Nach Hempel benannt sind die Hempel-Pipette, die Hempel-Bürette und der Hempel-Ofen, sowie der Walther-Hempel-Bau (seit 1994) an der TU Dresden. Hempel gilt zusammen mit Clemens Winkler als Begründer der technischen Gasanalyse.
Zu seinen Schülern zählt Louis Munroe Dennis in den USA, der dort die Methoden der Gasanalyse bekannt machte und eine Übersetzung des Buches von Hempel 1902 herausgab. Einer seiner letzten Doktoranden war Paul Petschek, mit dem er im Jahr 1911 die gesammelten Vulkangase von Alphons Stübel analysierte und einen missglückten Beprobungsversuch am ausbrechenden Stromboli (1913) unternahm.

## Schriften
- Ueber eine Einrichtung zu wesentlicher Beschleunigung beim Filtriren mit der Luftpumpe 1875.
- Ueber die Grenze der Nachweisbarkeit des Kohlenoxydgases.,  Zeitschrift für analytische Chemie  1. Dezember 1879. (online)
- Neue Methoden zur Analyse der Gase. 1880.
- Ueber einen Apparat zur fractionirten Destillation. 1881.
- Die Bestimmung des Nitroglyceringehaltes im Dynamit. 1881.
- Zur Analyse der Sprengstoffe. Zeitschrift für analytische Chemie 1887, S. 312–317.
- Einige Apparate und Laboratoriumseinrichtungen., 1887.
- Ueber das Arbeiten bei niederen Temperaturen. 1902.
- Gasanalytische Methoden. 1890, 1900, 1913.